# Эт (тиронов знак)
⹒, ⁊ (тиронов знак эт) — тиронов знак, а также средневековая буква, употреблявшаяся как аббревиатура латинского союза et, английского союза and, ирландского союза agus и среднеирландского ocus.

## Использование
Тиронов знак ⁊ в настоящее время используется в Ирландии и Шотландии для обозначения союза «и» (agus в ирландском и agusan в шотландском).

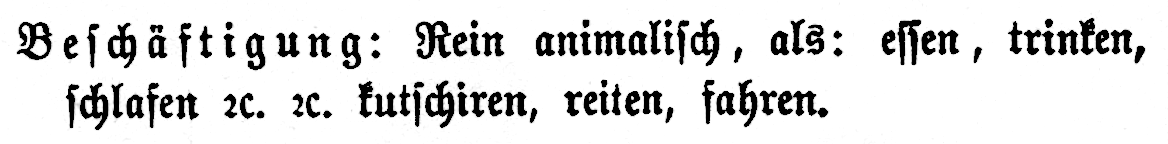
Тиронов знак эт (с глифом, похожим на R ротунда) в сокращении etc. в германской печатной книге 1845 года с использованием фрактурного шрифта

В текстах, набранных готическим шрифтом (особенно в немецкой печати) он использовался в аббревиатуре ⁊c. = etc. (et cetera) вплоть до конца XIX века.
Знак ⁊ может выглядеть очень похоже на R ротунда (ꝛ) и 7 в некоторых шрифтах.